# Дубинка (Казахстан)
Ду́бинка (каз. Дубин) — село у складі Сарикольського району Костанайської області Казахстану. Входить до складу Севастопольського сільського округу.
Населення — 88 осіб (2021; 181 у 2009, 199 у 1999, 196 у 1989).